# Ніколаєвське (Ульотівський район)
Нікола́євське (рос. Николаевское) — село у складі Ульотівського району Забайкальського краю, Росія. Адміністративний центр Ніколаєвського сільського поселення.

## Населення
Населення — 1282 особи (2010; 1341 у 2002).
Національний склад (станом на 2002 рік):
- росіяни — 98 %